# Rodrigo Abascal
Rodrigo Abascal Barros (Montevideo, 14 de enero de 1994) es un futbolista uruguayo. Juega de defensa en el Vitória S. C. de la Primeira Liga de Portugal.

## Clubes
| Club                    | País          | Año           | Part. | Goles |
| ----------------------- | ------------- | ------------- | ----- | ----- |
| C. A. Fénix             | Uruguay       | 2015-2017     | 27    | 0     |
| C. A. Juventud (cedido) | Uruguay       | 2017          | 12    | 0     |
| C. A. Fénix             | Uruguay       | 2018-2019     | 40    | 2     |
| C. A. Peñarol           | Uruguay       | 2019-2021     | 40    | 1     |
| Boavista F. C.          | Portugal      | 2021-2025     | 123   | 3     |
| Vitória S. C.           | Portugal      | 2025-act.     |       |       |
| Total carrera           | Total carrera | Total carrera | 242   | 6     |

## Palmarés

### Títulos nacionales
| Título              | Club          | País    | Año  |
| ------------------- | ------------- | ------- | ---- |
| Campeonato Uruguayo | C. A. Peñarol | Uruguay | 2021 |